# Patrik Bodén
Pour les articles homonymes, voir Boden (homonymie).
Lars Patrik Bodén (né le 30 juin 1967 à Fryksände, Värmland) est un athlète suédois, spécialiste du lancer de javelot.

## Biographie
Il détient le record national suédois avec 89,10 m, réalisé à Austin le 24 mars 1990, mesure qui est un temps record du monde (battu par Steve Backley la même année).
Médaillé de bronze aux Championnats d'Europe à Split en 1990, il est finaliste aux Championnats du monde à Tokyo l'année suivante et à Stuttgart en 1993. Il termine au pied du podium à Helsinki en 1994.
Il participe aux Jeux olympiques à Sydney en 2000 où il est éliminé en qualifications avec un lancer de 78.06 m.

### Palmarès
| Date | Compétition                   | Lieu      | Résultat | Performance |
| ---- | ----------------------------- | --------- | -------- | ----------- |
| 1986 | Championnats du monde juniors | Athènes   | 8e       | 69,62 m     |
| 1990 | Championnats d'Europe         | Split     | 3e       | 82,66 m     |
| 1991 | Championnats du monde         | Tokyo     | 8e       | 78,58 m     |
| 1993 | Championnats du monde         | Stuttgart | 8e       | 78,00 m     |
| 1994 | Championnats d'Europe         | Helsinki  | 4e       | 81,34 m     |
| 1997 | Championnats du monde         | Athènes   | 12e      | 80,66 m     |
| 1997 | Finale du Grand Prix IAAF     | Fukuoka   | 3e       | 86,52 m     |

### Records
| Épreuve           | Performance | Lieu   | Date         |
| ----------------- | ----------- | ------ | ------------ |
| Lancer du javelot | 89,10 m     | Austin | 24 mars 1990 |